# Ingenieros del alma humana

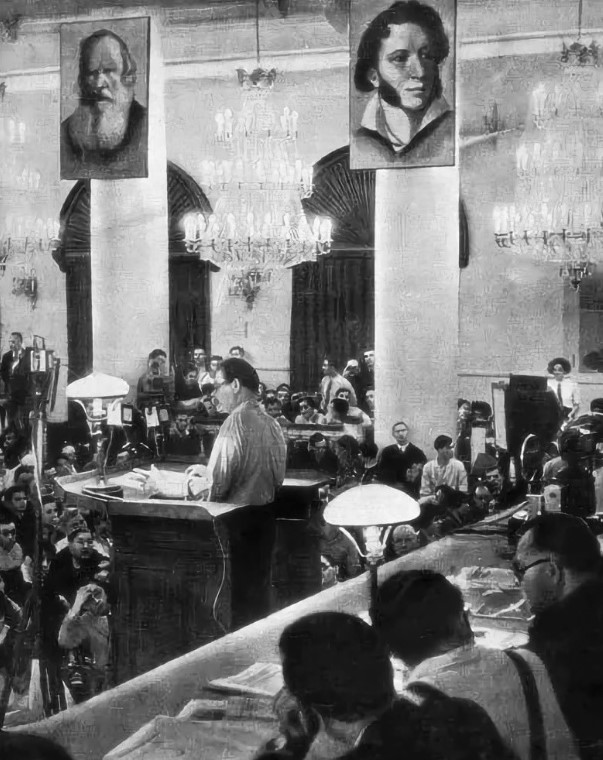
Máximo Gorki en el primer Congreso de la Unión de Escritores Soviéticos, 1934

"Ingenieros de alma humana" era una frase usada por Stalin para referirse a los escritores y trabajadores del ámbito cultural. La frase aparentemente fue acuñada por el novelista soviético Yuri Olesha. El panfletista y crítico soviético Víktor Shklovski dijo que Olesha lo usó en una reunión en la casa de Máximo Gorki, fundador del realismo socialista, y posteriormente fue usado por Stalin quien dijo: "Los escritores son ingenieros de las almas humanas".
El 26 de octubre de 1932, durante una reunión con unos cincuenta escritores, dedicada a la preparación del primer Congreso de la Unión de Escritores Soviéticos y que tuvo lugar en la casa de Máximo Gorki, Stalin dijo: "La producción de almas es más importante que la producción de tanques ... Y por eso levanto mi copa por ustedes, escritores, los ingenieros del alma humana".
 El ideólogo cultural Andréi Zhdánov lo retomó y se convirtió en la idea del realismo socialista.

Stalin y Gorki en la portada de la revista Ogoniok que dice: "Ingenieros del alma humana. Así ha definido el rol de los escritores soviéticos el amado vozhd del proletariado mundial, el camarada Stalin." 20 de agosto de 1934